# Adrian Frutiger

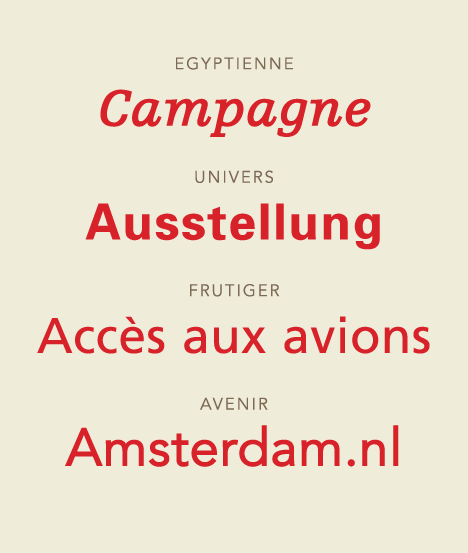
Vzory písma Adriana Frutigera

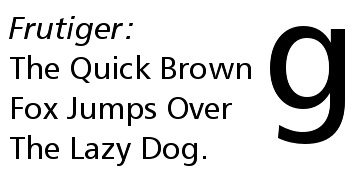
Zkouška písma Frutiger

Adrian Frutiger (24. května 1928 Unterseen, kanton Bern, Švýcarsko – 10. září 2015 Bremgarten bei Bern, Švýcarsko) byl švýcarský tvůrce písma, typograf a grafik, který výrazně ovlivnil směr typografie druhé poloviny 20. a počátku 21. století. Za svůj život obsáhl překotný vývoj technologií od horké sazby přes fotosazbu až po digitální publikování.
Mezi největší Frutigerova díla patří zejména písma Univers, Frutiger nebo Avenir. Tato bezpatková písma patří do rodin neogrotesků, humanist a geometrických písem. Univers byl v roce 1957 jedním z prvních bezpatkových (bezserifových) písem, která byla používána pro souvislou sazbu. Navíc byl vyroben v mnoha řezech jak pro ruční, strojovou, foto a později i pro počítačovou sazbu. Univers je jedním z prvních písem, která se začala používat jako náhrada patkových písem i pro souvislou sazbu. Toto bezpatkové písmo se ještě více než Helvetica odklání od geometrické konstrukce. Jemná práce s váhou linky a delikátní tvary mu přinesly označení kaligrafický sans-serif.

## Život
Adrian Frutiger se narodil jako syn tkalce a tkadleny. Vyučil se však sazečem v Interlakenu u polygrafické společnosti Otto Schlaefli (Schlaefli & Maurer AG). Poté studoval na Vysoké škole uměleckoprůmyslové v Zürichu (1949-1951) – atelier Alfred Willi Mann a Walter Käch. Absolvoval s diplomovou prací: Evropský vývoj písma od řecké Lapidar- alfabety po renesanční písma. Později Frutiger pracoval jako grafik v Curychu. V roce 1952 se stal členem pařížské písmolijny Deberny & Peignot. Roku 1962 Frutiger založil vlastní grafické studio v Arcueil poblíž Paříže, spolu s Brunem Pfäffli a André Gürtler. Mezitím učil na École Estienne a École Nationale Supérieure des Arts Décoratifs. Od roku 1992 žil již v Bremgarten bei Bern.
Adrian Frutiger byl dvakrát ženatý. Jeho první manželka, Paulette Flückiger zemřela v roce 1954 po narození jejich syna Stéphana. V roce 1955 se oženil s Simone Bickel, která zemřela v roce 2008. Dvě dcery z tohoto manželství, Anne-Sylvie a Annik, spáchaly ve věku 16 a 20 let sebevraždu. Na jejich památku s manželkou založili nadaci Fondation Adrian et Simone Frutiger, která podporuje neuropsychologický a neuropsychiatrický výzkum. 

## Dílo
Frutiger výrazně ovlivnil francouzský grafický design a spolu s Hansem (Jeanem) Widmerem se stali zakladateli dodnes vlivné skupiny švýcarských grafických designérů žijících ve Francii.
Mezi jeho nejslavnější díla patří lineární grotesk Univers, Frutiger a Avenir. Písmo Univers bylo použito pro pařížské letiště Charles de Gaulle (Roissy) včetně piktogramů vyrobených na zakázku. Známá je rovněž „Frutigerova šipka“, použitá právě v orientačním systému pařížského letiště.
Dalšího světového uznání se dostalo jeho písmu OCR-B vytvořeném roku 1968, které je dodnes standardem ve strojově čitelných písmech a od roku 1976 je certifikováno normou ISO pod číslem ISO 1073/II-1976 (E) standard.
Písmo ASTRA-Frutiger  je od roku 1990 písmem švýcarských dopravních značek.

### Písma
- Apollo
- ASTRA Frutiger Standard
- ASTRA Frutiger Autobahn
- Avenir
- Avenir Next
- Breughel LT
- Linotype Centennial
- Linotype Didot
- Egyptienne F
- Frutiger
- Frutiger Serif
- Frutiger Stones
- Frutiger Symbols
- Frutiger Next (společně s Erikem Faulhaberem)
- Glypha
- Herculanum
- Icone LT
- Iridium LT
- Meridien
- Nami
- OCR-B
- Ondine
- Pompeijana
- President
- Roissy
- Serifa
- Univers
- Vectora
- Versailles
- Westside

### Práce (výběr)
- Der Mensch und seine Zeichen. Textbearbeitung von Horst Heiderhoff. 3 Bände. D. Stempel, Frankfurt am Main 1978/1979/1981; Kurzfassung: Marix, Wiesbaden 2006, ISBN 3-86539-907-X.
- Type, Sign, Symbol. ABC, Zürich 1980 (englisch, deutsch, französisch).
- Ein Leben für die Schrift. Schlaefli & Maurer, Interlaken 2003, ISBN 3-85884-015-7.
- Nachdenken über Zeichen und Schrift. Haupt, Bern 2005, ISBN 3-258-06811-9.
- Symbole. Geheimnisvolle Bilder-Schriften, Zeichen, Signale, Labyrinthe, Heraldik. Haupt, Bern 2008, ISBN 978-3-258-07323-1.

## Vyznamenání a ocenění
- 1986: Gutenberg-Preis der Gutenberg-Gesellschaft e. V.
- 1987: Type Directors Club Medal des New York Type Directors Club
- 2006: Sota-Award für das Lebenswerk
- 2007: Preis Designer 2007 des Bundesamtes für Kultur der Schweizerischen Eidgenossenschaft für die Prägung der visuellen Umgebung von Millionen von Menschen
- 2013: Kulturpreis des Berner Oberlandes für das Lebenswerk